# One Crimson Night
One Crimson Night av Hammerfall släpptes 20 oktober 2003 och är en dubbel-CD med sammanlagt 22 spår. CD:n är en liveplatta och innehåller en inspelning från en konsert i Göteborg.
På CD:n spelas bl.a. Renegade, Hearts on Fire, Crimson Thunder, Heading the Call, The Unforgiving Blade och många fler.
Som extraspår finns The Dragon Lies Bleeding, A Legend Reborn med mera från en konsert i Mexiko.

## Låtlista

### DVD
1. "Lore of the Arcane"
2. "Riders of the Storm"
3. "Heeding the Call"
4. "Stone Cold"
5. "Hero's Return"
6. "Legacy of Kings"
7. "Bassolo: Magnus Rosén"
8. "At the End of the Rainbow"
9. "The Way of the Warrior"
10. "The Unforgiving Blade"
11. "Glory to the Brave"
12. "Gitarrsolo: Stefan Elmgren"
13. "Let the Hammer Fall"
14. "Renegade"
15. "Steel Meets Steel"
16. "Crimson Thunder"
17. "Templars of Steel"
18. "Gold Album Award"
19. "Hearts On Fire"
20. "HammerFall"

#### Bonusmaterial
1. On the Road Documentary av Bosse Holmberg
2. Photo Galleries
3. Subtitles

### Skiva 1
1. "Lore of the Arcane"
2. "Riders of the Storm"
3. "Heeding The Call"
4. "Stone Cold"
5. "Hero's Return"
6. "Legacy of Kings"
7. "Bass Solo: Magnus Rosén"
8. "At the End of the Rainbow"
9. "The Way of the Warrior"
10. "The Unforgiving Blade"
11. "Glory to the Brave"
12. "Guitar Solo: Stefan Elmgren"
13. "Let the Hammer Fall"

### Skiva 2
1. "Renegade"
2. "Steel Meets Steel"
3. "Crimson Thunder"
4. "Templars of Steel"
5. "Hearts On Fire"
6. "HammerFall"
7. "The Dragon Lies Bleeding" (bonusspår)
8. "Stronger Than All" (bonusspår)
9. "A Legend Reborn" (bonusspår)

## Musiker
- Joacim Cans - sång
- Oscar Dronjak - Gitarr
- Stefan Elmgren - Gitarr
- Magnus Rosén - Elbas
- Anders Johansson - trummor